# Fratelli Aletti
La Fratelli Aletti fu una fabbrica di organi a canne, di impronta famigliare, con sede a Monza (Lombardia).

## Storia
La Fratelli Aletti fu una fabbrica di organi a canne, di impronta famigliare. Gli strumenti, presentati in diverse esposizioni, (Monza, Milano) furono premiati per la qualità nel 1881, 1894, 1906. Capostipite della famiglia organaria Aletti fu Carlo (Varese, 19 marzo 1821 - Monza, 17 febbraio 1899). Apprese l'arte organaria dai Biroldi di Varese (Luigi Maroni Biroldi, Eugenio Maroni Biroldi).
Nel 1847 si associò con il cognato Giuseppe Bernasconi per costituire un'attività in proprio. Nel 1849, dopo soli 2 anni, la società si sciolse e Carlo, trasferitosi a Monza, fondò la ditta "Carlo Aletti fabbrica organi Monza" (rilevando la ditta Tornaghi) nel 1849 con sede in via XX settembre, n. 6. Nel 1889 associò i figli nell'impresa che si denominò "Carlo Aletti & Figli". Giuseppe (1864-1922), Luigi (1865-1902, maestro diplomatosi al Conservatorio di Milano), Carlo jr (1866-1898) e Attilio (1873-1946) collaborarono attivamente con il padre e nel 1896 la ditta presentò un brevetto registrato il 19 ottobre e conosciuto come "somiere pneumatico Aletti". La fabbrica si trasferì in uno spazio più ampio ed attrezzato, in via Solferino, n. 1 sempre a Monza.
Alla morte del padre la ditta fu sempre più conosciuta come "Fratelli Aletti" anche se la trasformazione con atto camerale avvenne solo il 4 maggio 1911. In quell'anno figuravano soci Giuseppe ed Attilio, essendo già defunti Luigi e Carlo jr. Una successiva modificazione societaria avvenne nel 1922 alla morte di Giuseppe e la ditta prese il nome di "Fratelli Aletti di Attilio Aletti". Nel 1946, alla morte di Attilio subentrò il figlio Enrico, che chiuse definitivamente l'azienda nel dicembre 1947.
Nel 1899 furono i primi ad alimentare gli elettromagneti con la dinamo (organo degli Artigianelli di Monza), nel 1903 costruirono il primo organo italiano ad alimentazione elettrica di rete nella chiesa di Santo Stefano Maggiore a Milano. Enrico, nel 1939, ebbe il merito di brevettare il primo organo "elettronico" italiano funzionante con lampade a gas inerte.
Organi Aletti furono costruiti per chiese parrocchiali e anche cattedrali e sono ancora presenti soprattutto in Lombardia, Veneto, Trentino, Emilia-Romagna; ma anche a Bari, Rieti, Civita Castellana, Oristano e Sud America. Le caratteristiche foniche rispecchiano quelle della scuola lombarda ed in particolare la variante varesina, ricche di ance e registri suddivisi in bassi e soprani, per gli strumenti costruiti nell'Ottocento; e più aderenti agli stilemi della scuola (riforma) ceciliana a partire dall'inizio del XX secolo.

## Evoluzione della denominazione aziendale
1. Carlo Aletti
2. C. Aletti & Figli
3. Fratelli Aletti

## Cronologia genealogica della famiglia Aletti
|                      |                      |                   |                          |                       |                       |                     |                     |
|                      |                      |                   | Carlo Aletti *1821 †1899 |                       |                       |                     |                     |
|                      |                      |                   |                          |                       |                       |                     |                     |
|                      |                      |                   |                          |                       |                       |                     |                     |
| Giuseppe *1864 †1922 | Giuseppe *1864 †1922 | Luigi *1865 †1902 | Luigi *1865 †1902        | Carlo jr. *1866 †1898 | Carlo jr. *1866 †1898 | Attilio *1873 †1946 | Attilio *1873 †1946 |
|                      |                      |                   |                          |                       |                       |                     |                     |
|                      |                      |                   |                          |                       |                       |                     |                     |
|                      |                      |                   |                          |                       |                       | Enrico *1910 †1981  |                     |

## Opere (elenco incompleto)
Nel corso dei quasi 100 anni di attività gli Aletti costruirono o lavorarono circa 600 organi a canne con trasmissione: meccanica, pneumatico tubolare, elettrico pneumatica ed elettrica. 
Un libretto-catalogo, con disposizioni foniche, è conservato presso la Biblioteca Comunale di Trento.

### XIX Secolo
| Opus | Anno | Località                       | Edificio | Tastiere | Registri | Immagine |
| ---- | ---- | ------------------------------ | --- | -------- | -------- | -------- |
| ?    | 1868 | Grandate (CO)                  | Santuario della Madonna del Noce su materiale fonico attribuibile alla scuola di Carlo Prati (sec. XVII)                        | I+P      | 22       |          |
|      | 1869 | Sesto Calende (VA)             | Abbazia di San Donato | I+P      |          |          |
|      | 1870 | Rivalta sul Mincio (MN)        | Chiesa dei Santi Donato e Vigilio                                                                                               | I+P      |          |          |
|      | 1870 | Cornaredo (MI)                 | Chiesa dei Santi Giacomo e Filippo                                                                                              |          |          |          |
| ?    | 1873 | Milano                         | Chiesa di Santa Francesca Romana                                                                                                | II+P     | 20       |          |
|      | 1875 | Cadorago (CO)                  | Chiesa dei Santi Giacomo e Filippo                                                                                              | I+P      |          |          |
|      | 1880 | Pietra de' Giorgi (PV)         | Chiesa di Santa Maria Assunta a Castagnara                                                                                      |          |          |          |
|      | 1881 | Carzeto (PR)                   | Chiesa di San Giovanni Battista                                                                                                 |          |          |          |
|      | 1882 | Roncole di Busseto (PR)        | Chiesa di San Rocco restauro e ampliamento                                                                                      |          |          |          |
|      | 1883 | San Giovanni in Persiceto (BO) | Chiesa Collegiata di San Giovanni Battista organo in cornu Epistolae                                                            |          |          |          |
|      | 1884 | Cremnago di Invernigo (CO)     | Chiesa di San Vincenzo martire restauro/ampliamento                                                                             | I+P      |          |          |
|      | 1884 | Chiavazza (BI)                 | Chiesa di Santa Maria Assunta e San Quirico Modifiche/ampliamento                                                               |          |          |          |
|      | 1884 | Pressana (VR)                  | Chiesa ex parrocchiale dell'Annunciazione di Maria (sec. XV) Trasferito nell'attuale Chiesa Parrocchiale di Santa Maria Assunta | 1+P      |          |          |
|      | 1885 | Piacenza                       | Basilica di San Giovanni in Canale ampliamento                                                                                  |          |          |          |
|      | 1886 | Abbasanta (OR)                 | Chiesa di Santa Caterina d'Alessandria                                                                                          |          |          |          |
|      | 1887 | Borghetto di Borbera (AL)      | Chiesa di San Vittore |          |          |          |
|      | 1887 | Fidenza (PR)                   | Chiesa di Santa Maria Annunziata                                                                                                |          |          |          |
| ?    | 1888 | Oristano                       | Cattedrale di Santa Maria Assunta Trasferito nel 1961 nella chiesa della Madonna del Rimedio di Donigala Fenughedu (OR)         | I+P      | 23       |          |
|      | 1888 | Gazzuolo (MN)                  | Chiesa di Santa Maria Nascente                                                                                                  |          |          |          |
| ?    | 1890 | Civita Castellana (VT)         | Cattedrale di Santa Maria Maggiore entro la cassa del precedente organo settecentesco                                           | I+P      | 35       |          |
|      | 1891 | Calalzo di Cadore (BL)         | Chiesa di San Biagio |          |          |          |
|      | 1893 | Spercenigo (TV)                | Chiesa di San Bartolomeo |          |          |          |
|      | 1894 | Vigo di Cadore (BL)            | Chiesa di San Martino ampliamento                                                                                               |          |          |          |
|      | 1898 | Este (PD)                      | Tempio di Don Bosco del Collegio Salesiano Manfredini                                                                           |          |          |          |
|      | 1898 | Cibiana di Cadore (BL)         | Chiesa di San Lorenzo |          |          |          |
|      | 1899 | Monza                          | Chiesa della Santa Trinità detta "degli Artigianelli"                                                                           | I+P      |          |          |
|      | 1895 | Gaggio Montano (BO)            | Chiesa dei Santi Michele Arcangelo e Nazario                                                                                    |          |          |          |

### XX Secolo
| Opus    | Anno    | Località                            | Edificio                                                                                     | Tastiere | Registri | Immagine |
| ------- | ------- | ----------------------------------- | -------------------------------------------------------------------------------------------- | -------- | -------- | -------- |
| ?       | 1903    | Milano                              | Basilica di Santo Stefano Maggiore                                                           | II+P     | 29       |          |
| ?       | 1903    | Verona                              | Chiesa di San Nicolò all'Arena                                                               | II+P     | 23       |          |
|         | 1904    | Parma                               | Chiesa di Sant'Antonio Abate Rifacimento                                                     |          |          |          |
| ?       | 1905    | Casier (TV)                         | Chiesa di San Teonisto Martire su preesistente materiale Pugina del 1893                     | II+P     | 21       |          |
|         | 1906    | Arena Po (PV)                       | Chiesa di San Giorgio Martire                                                                |          |          |          |
|         | 1911    | Settimo Milanese (MI)               | Chiesa di Santa Margherita                                                                   |          |          |          |
|         | 1924    | Predazzo (TN)                       | Chiesa dei Santi Filippo e Giacomo utilizzando materiale fonico del precedente organo Tonoli | II+P     | 22       |          |
| ?       | 1924    | Chironico (Canton Ticino, Svizzera) | Chiesa di San Maurizio                                                                       | II+P     | 18       |          |
|         | 1925    | Verrone (BI)                        | Chiesa di San Lorenzo                                                                        |          |          |          |
|         | 1926    | Rieti                               | Cattedrale di Santa Maria non più esistente                                                  |          |          |          |
|         | 1926    | Morbegno (SO)                       | Chiesa di San Giovanni Battista                                                              | II+P     | 25       |          |
|         | 1926    | Oropa (BI)                          | Basilica antica del Santuario di Oropa Ampliamento                                           |          |          |          |
| ?       | 1927    | Sinalunga (SI)                      | Chiesa di San Bernardino                                                                     | II+P     | 14       |          |
|         | 1930    | Olgiate Molgora (LC)                | Chiesa di San Zeno                                                                           |          |          |          |
|         | 1930    | Condino (TN)                        | Chiesa di Santa Maria Assunta                                                                | II+P     | 19       |          |
|         | 1931    | Castel de' Britti (BO)              | Chiesa di San Biagio                                                                         |          |          |          |
|         | 1932    | Ville di Giovo (TN)                 | Chiesa di San Nicolò                                                                         |          |          |          |
|         | 1936    | Bari                                | Chiesa rettoria di San Giuseppe                                                              | II+P     | 17       |          |
|         | 1936-37 | Bari                                | Chiesa di Maria Santissima del Rosario (in San Francesco da Paola)                           | II+P     | 24       |          |
| 574     | 1937    | Monza                               | Duomo non più esistente                                                                      |          |          |          |
| 580     | 1939    | Como                                | Chiesa di Sant'Eusebio                                                                       | II+P     |          |          |
| 580 [?] | 1939    | Dongo (CO)                          | Santuario della Madonna delle Lacrime                                                        |          |          |          |
| 589     | 19..    | Galgiana (LC)                       | Chiesa di San Biagio                                                                         | I+P      | 6        |          |
| 591     | 1943    | Casatenovo (LC)                     | Chiesa di San Giorgio                                                                        |          |          |          |
| 594     |         | Rivamonte (BL)                      | Chiesa di San Floriano martire non più esistente                                             |          |          |          |
| 595     | 1940    | Rovenna (CO)                        | Chiesa prepositurale di San Michele.                                                         | II+P     | 12       |          |
| 596     | 1945    | Arcore (MB)                         | Chiesa di Sant'Eustorgio non più esistente                                                   |          |          |          |
| 600     | 19..    | Monza (MB)                          | Chiesa di San Carlo non più esistente                                                        |          |          |          |